# Alexeï Polivanov
Pour les articles homonymes, voir Polivanov.
Alexeï Andreïevitch Polivanov (en russe : Алексей Андреевич Поливанов), né le 16 mars 1855, décédé le 25 septembre 1920, est un général de l'armée impériale russe, ministre de la Guerre de 1915 à 1916.

## Biographie
Homme politique et militaire, Alexeï Polivanov naît dans une famille d'aristocrates de la Russie impériale.
Il est diplômé de l’université technique du génie militaire en 1880.

### Carrière militaire
Polivanov participe à la Guerre russo-turque de 1877-1878. De 1899 à 1904, il appartient à l'état-major de l'armée impériale de Russie. En 1905, il en devient le chef.

### Carrière politique
En 1906, Polivanov entre au ministère de la Guerre, où il devient l'adjoint du général Soukhomlinov (1848-1926). Après la terrible défaite de la Russie lors du conflit qui l'oppose au Japon (1904-1905), Polivanov entreprend de profondes réformes politiques et militaires. Suspecté de libéralisme, il est limogé.
De 1912 à 1915, il siège au Conseil d'État.
En 1915, le général Polivanov succède à Vladimir Soukhomlinov au poste de ministre de la Guerre. Immédiatement, il apporte des transformations au sein de l'armée impériale de Russie, notamment dans les communications et l'approvisionnement, et ces réformes rencontrent un franc succès.

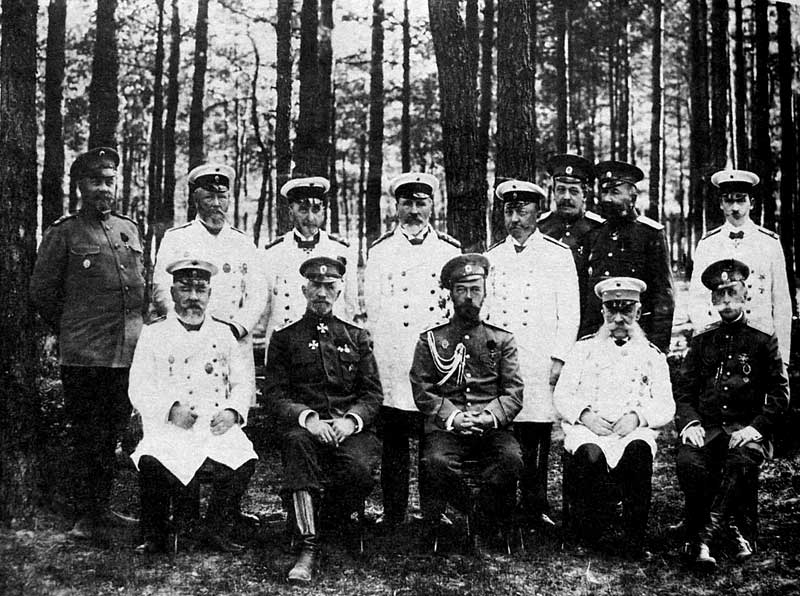
Les ministres du conseil du Tzar, le 14 juin 1915 à Baranavitchy.

En septembre 1915, informé des intentions de Nicolas II de remplacer personnellement son cousin, le grand-duc Nicolas Nikolaïevitch à la tête de l'armée impériale, le général Polivanov tente sans succès de dissuader le tsar. Il réussit seulement à s'attirer l'animosité de l'impératrice Alexandra qui met tout en œuvre pour obtenir son renvoi qu'elle obtient en mars 1916.
Le général Polivanov ne joue plus aucun rôle au cours de la guerre. En février 1920, il offre ses services à l'Armée rouge.

### Décès
Participant aux entretiens concernant le Traité de Riga signé le 18 mars 1921, Polivanov meurt du typhus le 25 septembre 1920. Son corps est rapatrié et inhumé au cimetière Saint-Nicolas de Pétrograd  (aujourd'hui Saint-Pétersbourg).

## Source
- (en) Cet article est partiellement ou en totalité issu de l’article de Wikipédia en anglais intitulé « Alexei Polivanov » (voir la liste des auteurs).